# Jourhavande kompis
Jourhavande kompis är en chattjour för unga människor, upp till 25 års ålder, som vill prata med jämnåriga. De som chattar kan prata om allt möjligt såsom kärlek, mobbning, familjeproblem, våld, incest eller ensamhet. De som sitter i jouren är helt vanliga ungdomar 18-30 år som är frivilligt engagerade i Röda Korsets Ungdomsförbund. Alla jourare har genomgått en utbildning i samtalsmetodik och har avgett tystnadslöfte innan de får börja bemanna chattjouren. De som kontaktar Jourhavande Kompis är anonyma.
Jourhavande Kompis startades som en telefonlinje år 1986 och är en del av Röda Korsets Ungdomsförbund. Sedan 2011 är Jourhavande kompis en helt digital, textbaserad chatt. Sedan 2019 har chatten även varit öppet vissa dagar på dari. 
Jourhavande Kompis har öppet måndag till fredag 18.00-22.00 samt lördag och söndag 14.00-18.00. Allt arbete sköts av frivilliga.